# Acalolepta cervina
Acalolepta cervina là một loài bọ cánh cứng trong họ Cerambycidae.